# Jean-Marc Debenedetti
 (avril 2025).
Si vous disposez d'ouvrages ou d'articles de référence ou si vous connaissez des sites web de qualité traitant du thème abordé ici, merci de compléter l'article en donnant les références utiles à sa vérifiabilité et en les liant à la section « Notes et références ».
Jean-Marc Debenedetti est un poète, peintre et sculpteur français né à Paris le 19 janvier 1952 et mort dans la même ville le 19 juin 2009.

## Biographie
Après avoir été lycée au Lycée Jacques-Decour il a fait des études supérieurs à la Sorbonne. Il publie son premier recueil de poèmes en 1971. Il se passionne pour le surréalisme et cherche dans ses créations à abolir les frontières entre ses activités de poète, peintre et sculpteur.
Il fonde la revue étudiante Soror influencée par le surréalisme en 1972 qui dure jusqu'en 1975. En 1975, il rejoint le mouvement Phases. Il participe alors à toutes les expositions organisée par Phases jusqu'en 1988. Pour marquer son indépendance il crée la revue Ellébore qui a publié huit numéros entre 1979 et 1984 à laquelle participe les artistes Gilles Ghez, Guy Roussille, Christian d’Orgeix, Giovanna ou 
Saúl Kaminer (es) et des écrivains qui se veulent les héritiers du surréalisme. Il a publié sous le label Ellébore des livres de Gérard Legrand, José Pierre, Philippe Audoin et Claude Courtot.
Il était un admirateur du poète surréaliste Benjamin Péret et du Mexique qu'il avait découvert à l'occasion d'un séjour en 1978. Comme collaborateur occasionnel de la revue de poésie Poésie 1, il avait consacrée la totalité de son numéro 19 publié en septembre 1999 au mythe de Benjamin Péret.
Il a été professeur au lycée Janson-de-Sailly à partir de septembre 1979. Le livre La Grande Serre regroupe la plupart des textes qu'il a écrits entre 1973 et 1988.
Il a été inhumé au cimetière de Montmartre (division 30).

## Publications
- Jean-Marc Debenedetti, Eau fixe, Paris, éditions de la Grisière, 1971
- Jean-Marc Debenedetti, Rictuels, Paris, Éditions Saint-Germain-des-Prés, 1976
- Jean-Marc Debenedetti, Avant l'aube, Paris, éditions de la Grisière, 1977
- Jean-Marc Debenedetti (ill. Saúl Kaminer), À midi, l'autre rive, Paris, Éditions Saint-Germain-des-Prés, coll. « Haut langage » (no 27), 1982
- Jean-Marc Debenedetti, Momies et autres textes, Paris, Ellébore éditeur, 1984
- Jean-Marc Debenedetti et avec Serge Baudiffier, Claude Courtot, Jean-Yves Le Bec, Alain Masson[4] , Dominique Rabourdin[5], José Carlos Rodríguez Nájar[6], Jean-Pierre Winter[7] (ill. Marcel Lannoy), Blaise Cendras, Paris, Henri Veyrier, coll. « Les plumes du temps », 1985
- Jean-Marc Debenedetti (préf. Claude Courtot), La grande serre, Paris, Le Cherche-midi éditeur, coll. « Points fixes », 1989
- Jean-Marc Debenedetti et Serge Baudiffier, Les symbolistes, Paris, Henri Veyrier, 1990 (ISBN 2-85199-517-0)
- Serge Debenedetti, L'équation du feu, Paris, Manière noire, 1993
- Michel Butor (ill. Jean-Marc Debenedetti), Pavane, pour dix êtres de rencontre pris sur l'outre-vif, Paris, Manière noire, 1993
- Jean-Marc Debenedetti, Les Élégies d'Afrique, Devesset, Cheyne, 1998, 96 p. (ISBN 978-2-84116-027-3) (Prix Kowalski 1998)
- Jean Bazin (ill. Jean-Marc Debenedetti), Figures de Proie, éditions du Grand Tamanoir, 82 p. (ISBN 978-2-9531333-1-8) (présentation)
- * Jean-Marc Debenedetti (préf. Fernando Arrabal), Le Maléfice de Narthécie - Saga Tut-Tuk : mélodrame animé en trois actes, Melis Editions, 2006, 105 p. (ISBN 2-35210-000-3)
- Jean-Marc Debenedetti (préf. Claude Courtot), Dans la nef du passeur - Précédé de Parole d'ombres et suivi de Gnous, zébus & bubales, Paris, Cherche-midi éditeur, 2006, 81 p. (ISBN 978-2-7491-0495-9)